# Дзораванк
Дзораванк (вірм. Ձորավանք) — село в марзі Гегаркунік, на сході Вірменії. Село розташоване на північний захід від міста Чамбарак.